# Erythroxylum cordato-ovatum
Erythroxylum cordato-ovatum é uma espécie de planta da família Erythroxylaceae e do gênero Erythroxylum.   É endêmica do Brasil, ocorrendo no bioma amazônico.

## Taxonomia
O táxon foi descrito oficialmente em 1909 por Jacques Huber no Boletim do Museu Goeldi. 